# 鈴木がんま
鈴木 がんま（すずき がんま、1963年8月15日 - 2013年9月15日）は、日本の漫画家。デビュー時の筆名は鈴木雅洋（すずき まさひろ）。また、ゲームの原画家としては今中光太郎の名義を使用した。

## 生涯

### デビューから学年誌での活動まで
宮城県仙台市生まれ。血液型はAB型。東京都立大学 (1949-2011)工学部土木工学科中退。出版社に漫画の持ち込みに行った際、編集者から声を掛けられ、大学に在籍しながら漫画家・古沢優のアシスタントを務めた。その後、1989年に『週刊少年サンデー』（小学館）にて、レーシングカートを題材にした連載漫画『タックイン』でデビュー（鈴木雅洋名義）。連載終了後は、みやすのんきが『週刊少年サンデー』に『HEAVY METAL甲子園』（1990年46号～1991年34号）を連載していたころにアシスタントを務めるなどした。
1992年から1993年にかけては、高畠かづを（あるいは高畑和夫 等）の名義でバイク雑誌にバイク漫画を描いていた。『ライダーコミック』（辰巳出版）に連載した『デリ☆ハン Delivery Hunter』は同誌の路線変更のため、1993年7月号掲載分をもって急遽連載終了となった。
その後、1993年から1997年にかけて鈴木雅洋名義で、小学館の学年誌に剣道漫画『ごメン!で一本』、推理漫画『まかせてダーリン』、ミニ四駆漫画『ウイニング嵐』を連載した。
以上の作品で、単行本化されているのは『まかせてダーリン』のみである。

### 成年向け漫画家としての活動
『デリ☆ハン』が打ち切りになったころ、デビュー以前からの友人だった漫画家・緋村えいじから、司書房が成年向け漫画の作家を募集していると聞き、それまで描いたことのなかった成年向け漫画を描くことを決める。『コミックラッツ』（司書房）1993年9月号に掲載された読切漫画「PASS the CRISIS」（鈴木銃馬名義）から、成年向け漫画家としての活動をスタート。同誌翌月号に載った「Private Lesson」は当初は単発の読切作品だったが、編集部からの要望で連作化された。
鈴木銃馬（すずき がんま）としての活動を開始したのは学年誌での仕事を始める直前であり、以後、学年誌にて鈴木雅洋名義で児童向け作品を連載しつつ、成年向け雑誌では鈴木銃馬（のちに鈴木がんま）名義で作品の発表を続けた。主な掲載誌は『コミックラッツ』、『コミックドルフィン』、『コミックドルフィンJr.』（以上、司書房）、『COMIC天魔』（茜新社）など。また『コミックドルフィンJr.』では、独立創刊号である1994年8月号（Vol.4）から最終号と銘打たれた1997年8月号まで毎月、表紙イラストを担当した。
1995年には司書房より成年向けコミック『プライベート・レッスン』（鈴木がんま名義）が刊行された。これは同社の同年の単行本で最大の売り上げを記録したが、鈴木の成年向け漫画の単行本はこれが唯一である（2003年にはコアマガジンより再刊）。また1996年には司書房よりイラスト集『GAMMA WORLD 鈴木銃馬作品集』が刊行された。

### ラブコメ漫画家から美少女ゲームの原画家へ
1997年、『コミック電撃大王』（当時は隔月刊）で鈴木がんま名義のSFラブコメディ『どきどきタイムトラブラー』（原作：松倉慎）を連載開始。1999年7月号までの全16回の連載で完結し、単行本全2巻が刊行された。この作品の連載中に、『小学五年生』・『小学六年生』ではミニ四駆漫画『ウイニング嵐』を2つの異なるストーリーで同時連載したが、そちらは鈴木雅洋名義が使用された。
2005年以降、『黒の歌姫』（CLOCKUP）を皮切りに、今中光太郎のペンネームで美少女ゲームの原画家としても活躍。
2013年9月15日、脳内出血のため50歳で急死。原画家としては、2012年4月発売の『グランリブラアカデミー』（FOUNDATION）が最後の作品となった。死後、作品の管理は友人だった漫画家の水原賢治に一任されている。

## 人物
趣味はバイクに乗ることとテレビゲーム。1996年時点のインタビューでは、最もはまったゲームは『ときめきメモリアル』だと答えている。好きな映画はフランク・キャプラ監督、黒澤明監督の映画。好きな漫画はしげの秀一『頭文字D』、高港基資の黒月史郎シリーズ、臼井儀人『クレヨンしんちゃん』。また、『古畑任三郎』など、三谷幸喜の一連の作品が好きだと述べている。
オタク的な人間になったきっかけは何かと尋ねられた際には、園田健一がキャラターデザインを担当したOVA『バブルガムクライシス』をたまたま見たのがきっかけだったと答えている。この作品にはまり、自分でもこのような作品を描いてみたいと思ったという。

## 主な漫画作品

### 鈴木雅洋名義
連載作品
- タックイン（原作：谷川朋彦）
  - 『週刊少年サンデー』1989年16号〜33号（全18回）
- ごメン!で一本（原作：中村生詩）
  - 『小学五年生』1993年10月号〜1994年3月号（全6回）
  - 『小学五年生』1994年4月号～1994年10月号（全7回）
- まかせてダーリン
  - 『小学五年生』1994年11月号〜1995年2月号（全4回）
  - 『小学四年生』1995年3月号、『小学五年生』1995年4月号〜1996年1月号（全11回）
- 世紀末ミニ四駆伝説 ウイニング嵐
  - 『小学五年生』1997年4月号〜1998年1月号（全8回、未完 / 6月号、12月号は休載）
  - 『小学六年生』1997年4月号〜12月号（全8回 / 11月号は休載）

読切作品
- 俺が事件だ!! - 『週刊少年サンデー』1991年4月増刊号
- 大介暁にたつ! -野望編- - 『ビッグコミックスピリッツ』（小学館）1992年11月増刊号

### 高畠かづを名義
高畑和夫、「K. TAKATAHA」名義の作品を含む。
- 超初心者ライダーの★中免日記♥[3] - ライダーコミック1992年2月増刊号『BIKING』（辰巳出版）（高畑和夫名義）
- 俺は改造魔 - 『ライダーコミック』（辰巳出版）1992年4月号〜7月号（「K. TAKAHATA」名義）[注 4]
- デリ☆ハン Delivery Hunter[4] - 『ライダーコミック』1992年9月号〜1993年7月号（高畠かづを名義）（全11回 / 1992年8月号には「予告編」が掲載された）

### 鈴木がんま名義
- どきどきタイムトラブラー[5]（原作：松倉慎） - 『コミック電撃大王』（メディアワークス）1997年2月号〜1999年7月号

## 漫画単行本
鈴木雅洋名義
- 『まかせてダーリン』 - 小学館/1995年刊

鈴木がんま名義
- 『どきどきタイムトラブラー』[5] 全2巻（原作：松倉慎） - メディアワークス/1998年、1999年刊

## 成年向けの仕事

### 書籍
鈴木がんま名義
- 『プライベート・レッスン』 - 司書房/1995年刊、コアマガジン/2003年刊
  - Private Lesson（全5話）（『コミックラッツ』1993年10月号、12月号、1994年2月号、『コミックドルフィンJr.』1994年10月号、12月号）
  - がんま0/2シリーズ[6]（「がんま1/2」「がんま2/2」「がんま3/2」）（『コミックドルフィン』1994年3月号、5月号、7月号）
  - PASS the CRISIS （『コミックラッツ』1993年9月号）

鈴木銃馬名義
- 『CD-ROM COMIC GAMMA WORLD 鈴木銃馬作品集』 - 司書房/1996年刊
  - 本体50ページ。『プライベート・レッスン』を収めたCD-ROMつき。作品集本体には、『コミックドルフィンJr.』の表紙を飾ったカラーイラストや、漫画「Private Lesson 番外編」（オールカラー、全4ページ）などを収録。

### 主な漫画作品
鈴木がんま名義
- がんま0/2シリーズ[6]（全4話掲載、未完） - 第3話までは単行本『プライベート・レッスン』に収録。第4話「がんま4/2」（『コミックドルフィン』1994年9月号）は未収録。
- OUTSIDE LESSON（全5話掲載、未完） - 『コミックドルフィンJr.』1996年1月号、2月号、4月号、5月号、7月号
- ナースコール（前後編） - 『COMIC天魔』（茜新社）1998年7月号、8月号

今中光太郎名義
- 加奈子さん貸出中!! - 『COMIC快楽天ビースト』（ワニマガジン社）2011年6月号

### 挿絵を担当した小説
鈴木がんま名義
- 石垣伸也『ラッキーモーリーへおいでよ ファミレス娘の恥辱仕立て』（二次元ドリームノベルズ、マイクロマガジン社、2003年）

### 原画を担当した主なゲーム作品
鈴木雅洋・鈴木銃馬名義
- 熱血大陸バーニングヒーローズ（エニックス・Jフォース、1995年） モンスターデザイン（鈴木銃馬名義）・キャラクターイラスト（鈴木雅洋名義）を担当 キャラクターデザインは竹浪秀行

今中光太郎名義
- 黒の歌姫（CLOCKUP、2005年）
- ツヴァイ・ウォルター -Zwei Worter-（CLOCKUP、2007年）
- グランリブラアカデミー（FOUNDATION、2012年）